# Cầu Rákóczi
Cầu Rákóczi (tiếng Hungary: Rákóczi híd, tên gọi trong giai đoạn 1995 - 2011: Cầu Lágymányosi (Lágymányosi híd)) là một trong những cây cầu nổi tiếng ở Budapest, Hungary. Cây cầu này bắc qua sông Danube để nối liền giữa hai khu vực Buda và Pest. Cầu Rákóczi có tổng chiều dài là 494,8 mét và chiều rộng đạt 30,6 mét. Trên cầu có lắp đặt tuyến đường ray dành cho tàu điện.

## Lịch sử
Cầu bắt đầu được xây dựng vào năm 1992, và được đưa vào hoạt động từ tháng 10 năm 1995. Tác giả thiết kế công trình này là kỹ sư - tiến sĩ Sigrai Tibor. Năm 1995, Đại hội đồng Thủ đô Budapest đã chọn tên công trình là Cầu Lágymányosi (Lágymányosi híd). Sau đó, những cái tên khác được đề xuất như: Cầu Zoltán Latinovits, Cầu Kossuth, Cầu Szent István, Cầu Matthias và Cầu Hòa bình. Trong cuộc họp vào ngày 27 tháng 4 năm 2011, Đại hội đồng Thủ đô Budapest đã đề xuất với Ủy ban Tên địa lý tên mới của cây cầu là Cầu Rákóczi (Rákóczi híd) dựa theo tên gọi một gia đình lịch sử nổi tiếng ở Hungary. Tên gọi mới được thông qua vào tháng 8 năm 2011.